# 植物園駅 (広州市)
植物園駅（しょくぶつえんえき、中文表記: 植物园站）は、中華人民共和国広東省広州市天河区鳳凰街道に位置する広州地下鉄6号線の駅である。

## 歴史
- 2016年12月28日: 6号線の駅として開業[1]。

## 隣の駅
広州地下鉄
■6号線
長湴駅 - 植物園駅 - 龍洞駅